# Riviera di Rimini Challenger
Riviera di Rimini Challenger é um torneio de tênis profissional jogado em quadras de saibro vermelho ao ar livre. Ele atualmente faz parte da Associação dos Tenistas Profissionais (ATP) Challenger Tour. Acontece anualmente no Circolo Tennis Rimini em Rimini, Itália, desde 2004.